# Esperantinópolis
Esperantinópolis é um município brasileiro do estado do Maranhão.
Antônio Leal Arraes e a Emancipação Política de Esperantinópolis: uma Liderança Histórica na Terra da Boa Esperança 
A história da fundação do município de Esperantinópolis-MA está ligada à liderança de Antônio Leal Arraes, notável comerciante, agropecuarista, industrial e chefe político da antiga Vila de Boa Esperança do Mearim, então distrito de Barra do Corda. Oriundo do sertão piauiense, Arraes chegou à região na década de 1940, contribuindo decisivamente para o desenvolvimento econômico local, por meio do fomento à lavoura, do apoio a trabalhadores e da consolidação da sua casa comercial, a maior loja de secos e molhados da vila e armazém de gêneros de produção (arroz, amêndoa de babaçu e algodão), tornando-se liderança comunitária e símbolo de prosperidade na terra que o acolheu.
No início da década de 1950, com o aumento demográfico no Vale do Mearim, as últimas eleições conturbadas mudaram o cenário de disputa pelo poder dos grupos partidários nas pequenas cidades, acarretando uma crise política e abandono administrativo, principalmente por parte do município de Barra do Corda que muito sofreu com a deposição e nomeação de prefeitos em curto período da época. Consequentemente, houve também um aumento da violência entre os sertanejos na região, pois a precária força policial já não era suficiente para fiscalizar tantos povoados e distritos do vasto território Cordino. 
No entanto, considerando o abandono das autoridades locais e preocupado com as ameaças contra a vida dos moradores, Antônio Leal Arraes conseguiu nomeação do Estado como Delegado de Polícia de Boa Esperança, cargo prestado com relevante serviço na comunidade, restituindo a ordem pública com reforço de inspetores e o regular funcionamento de uma cadeia na Vila.
Por outro lado, ao passo que a produção econômica de Boa Esperança tornava-se expressiva, contribuindo de modo significativo para a economia do Mearim, e bem assim, para a balança comercial do Estado do Maranhão, o município de Barra do Corda não investia o retorno dos impostos recolhidos, nem as verbas públicas em melhoramentos ou em infraestrutura nos próprios Distritos, situação que piorava nos mais distantes geograficamente.
A partir daí, surgiu um movimento popular buscando autonomia política de Boa Esperança, que logo ganhou força com a liderança de Antônio Leal Arraes que, em conjunto com outros comerciantes, moradores, autoridades  eclesiásticas e autoridades oposicionistas de Barra do Corda, organizou e formalizou o abaixo-assinado pleiteando a criação do município de Esperantinópolis. Após vários debates na comunidade e reuniões estratégicas com líderes em sua residência, o documento foi entregue ao Deputado Estadual Jefferson Rodrigues Moreira, representante político da região e compadre de Arraes, que deu total apoio à causa.
O Projeto de Lei, que dispunha sobre a criação do município de Esperantinópolis, foi apresentado à Assembleia Legislativa do Maranhão no início do ano de 1954, enfrentando intensos embates políticos. Graças à mobilização da população e à articulação firme entre Arraes e Jefferson Moreira, o projeto foi aprovado e sancionado pelo então Governador Eugênio Barros, em 27 de abril de 1954, por meio da Lei Estadual nº 1.139, publicada no Diário Oficial em 29 de abril daquele ano.
Nomeado prefeito pelo governador do Maranhão no dia 03 de maio de 1954, Antônio Leal Arraes assumiu o desafio de administrar a nova cidade recém-emancipada, após tomar posse em São Luís, perante o Secretário de Estado do Interior e Justiça (Ato publicado no Diário Oficial do Estado, edição de 10 de maio de 1954). De volta à Terra da Esperança, em grande ato político, instalou a sede da Prefeitura em um casarão de sua propriedade. 
Após reformar o prédio de alvenaria gentilmente cedido para a sede do Poder Executivo, iniciou os primeiros atos da gestão municipal, proferindo decretos, realizando audiências e conferências, sempre atendendo aos interesses do povo. Seu mandato, embora curto, foi marcado por uma frenética construção de bases legais, políticas e administrativas. Pode-se destacar o trabalho no traçado e abertura das primeiras ruas do novo centro urbano, construção do primeiro mercado público e construção de escolas de alfabetização. 
Ademais, no dia 27 de junho de 1954, com a presença de autoridades da região e do amigo e deputado Jefferson Moreira, ocorreu a instalação oficial do Termo Judiciário de Esperantinópolis, ocasião em que também foram nomeados funcionários municipais indicados pelo prefeito da nova comuna. 
Embora o referido evento tenha ocorrido somente após a efetiva criação do município e já com o prefeito Antônio Arraes nomeado e empossado, frisa-se que, curiosamente, por razões simbólicas e administrativas, associadas à presença do Juiz de Direito da Comarca de Pedreiras no território recém-criado, escolheu-se a data de 27 de junho de 1954 como "data oficial" da fundação de Esperantinópolis.
Símbolo da luta pela libertação política e desenvolvimento local, tendo sido o primeiro chefe político e articulador do processo emancipatório, Antônio Leal Arraes é um dos fundadores de Esperantinópolis. Seu legado de coragem, liderança e pioneirismo permanece vivo na história da Terra da Esperança. 

## Geografia
Em 2024, a área do município de Esperantinópolis é de 452,402 quilômetros quadrados, o que o coloca na posição 173 dentre as 217 cidades do Maranhão.
| Área da unidade territorial [2024] | 452,402 km²                                                 |
| Hierarquia urbana [2018]           | Centro de Zona B                                            |
| Região de Influência [2018]        | Arranjo Populacional de Pedreiras/MA - Centro Subregional B |
| Região intermediária [2024]        | Santa Inês - Bacabal                                        |
| Região imediata [2024]             | Pedreiras                                                   |
| Mesorregião [2022]                 | Centro Maranhense                                           |
| Microrregião [2022]                | Médio Mearim                                                |

Fonte: IBGE
| Bioma predominante [2024]             | Cerrado     |
| Área urbanizada [2019]                | 4,68 km²    |
| Esgotamento sanitário adequado [2010] | 12,5 %      |
| Arborização de vias públicas [2010]   | 83,7 %      |
| Urbanização de vias públicas [2010]   | 11,8 %      |
| População exposta ao risco [2010]     | 195 pessoas |

Fonte: IBGE

## Economia
Em 2021, o PIB per capita da cidade de Esperantinópolis era de R$ 9.369,44. Comparando-se com outros municípios do estado do Maranhão, ficava na posição 102 de 217.
| PIB per capita [2021]                                                                           | 9.369,44 R$      |
| Índice de Desenvolvimento Humano Municipal (IDHM) [2010]                                        | 0,586            |
| Total de receitas brutas realizadas [2023]                                                      | 89.778.147,94 R$ |
| Transferências correntes (Percentual em relação às receitas correntes brutas realizadas) [2023] | 95,91 %          |
| Total de despesas brutas empenhadas [2023]                                                      | 82.080.419,34 R$ |

Fonte: IBGE
| Salário médio mensal dos trabalhadores formais [2022]                                             | 1,8 salários mínimos |
| Pessoal ocupado [2022]                                                                            | 1.644 pessoas        |
| População ocupada [2022]                                                                          | 8,98 %               |
| Percentual da população com rendimento nominal mensal per capita de até 1/2 salário mínimo [2010] | 53,6 %               |

Fonte: IBGE

## Educação
Em 2010, a taxa de escolarização de 6 a 14 anos de idade era de 97,2%. Comparando-se com outros municípios do estado do Maranhão, ficava na posição 78 de 217.
| Taxa de escolarização de 6 a 14 anos de idade [2010]             | 97,2 %           |
| IDEB – Anos iniciais do ensino fundamental (Rede pública) [2023] | 4,8              |
| IDEB – Anos finais do ensino fundamental (Rede pública) [2023]   | 4,4              |
| Matrículas no ensino fundamental [2023]                          | 2.647 matrículas |
| Matrículas no ensino médio [2023]                                | 719 matrículas   |
| Docentes no ensino fundamental [2023]                            | 269 docentes     |
| Docentes no ensino médio [2023]                                  | 54 docentes      |
| Número de estabelecimentos de ensino fundamental [2023]          | 32 escolas       |
| Número de estabelecimentos de ensino médio [2023]                | 3 escolas        |

Fonte: IBGE

## Prefeitos
- Lista de prefeitos de Esperantinópolis